# Димнина
Димнина е паричен данък в Средновековна България в периода 13 – 14 в. Плащан е от зависимото население на местния феодал (ако е финансово независим) или на централната власт. Данъкът се начислява върху жилищна сграда (огнище – откъдето идва името му). Известен е от грамотите за манастирите „Св. Георги Бързи“ (на Виргино бърдо край Скопие) и „Св. Гаврил Лесновски“ (с. Злетово, Кратовско). Данъкът „димнина“ е сходен с византийския данък „капникон“.